# Kögebukten
Kögebukten, på danska Køge Bugt, är en vik på Själlands östkust, mellan ön Amager och halvön Stevns, i Danmark. Den är cirka 20 km bred och ligger sydväst om huvudstaden Köpenhamn. Där stod den 1-2 juli 1677 slaget vid Köge bukt mellan de danska och svenska flottorna, vilket är den största seger den danska flottan någonsin har vunnit.

## Kustområde
Vid Kögebukten finns, förutom staden Køge, en rad stränder och Köpenhamnsförorter, samt konstmuseet Arken (i Ishøj). Järnvägen Køge Bugt-banen går utmed bukten.